# Daniela Bello
Daniela Bello (Varese, 4 marzo 1975) è un personaggio televisivo ed ex ballerina italiana.

## Biografia
Ballerina professionista, debutta nel 1994 come ballerina a Scherzi a parte sulle reti Mediaset. Nel 1995 è nel corpo di ballo di La sai l'ultima? con Gerry Scotti e Paola Barale su Canale 5, e l'anno successivo partecipa a Tutti in piazza e a Una sera ci incontrammo in onda sempre sulla rete ammiraglia Mediaset, in qualità di ballerina. Nell'estate 1997 partecipa a Sotto a chi tocca con Pippo Franco e Pamela Prati, mentre la stagione televisiva 1997-1998 la vede valletta di Iva Zanicchi a Ok, il prezzo è giusto! su Rete 4. 
Sempre con Zanicchi, partecipa a Ballo amore e fantasia nell'estate 1998, mentre nell'autunno dello stesso anno è nel cast di Superboll, preserale condotto da Fiorello che, rivelatosi di scarso successo, sarà sostituito da Passaparola condotto da Scotti. Ed è proprio qui che troverà la popolarità grazie al ruolo di letterina ricoperto per tre stagioni dal 1999 al 2002. Subito dopo recita nella soap opera di Canale 5 Vivere, e presenta alcuni programmi comici per il canale satellitare Happy Channel fino alla sua chiusura nel 2006: tra questi, Risate doni e panettoni, speciale natalizio del 2002 per la regia di Riccardo Recchia, e Chi ha rubato la cometa, speciale per l'epifania del 2003, sempre di Recchia.
Dal 2007 al 2009 sostituisce Gabriella Carlucci alla conduzione di Melaverde su Rete 4, in coppia con Edoardo Raspelli. Attualmente è una presentatrice di QVC.

## Televisione
- Scherzi a parte (Canale 5, 1994) ballerina
- La sai l'ultima? (Canale 5, 1995-1996) ballerina
- Tutti in piazza (Canale 5, 1996) ballerina
- Una sera ci incontrammo (Rete 4, 1996) ballerina
- Sotto a chi tocca (Canale 5, 1997) ballerina
- Ok, il prezzo è giusto! (Rete 4, 1997-1998) Ragazza Ok
- Ballo amore e fantasia (Rete 4, 1998) ballerina
- Superboll (Canale 5, 1998-1999) ballerina
- Passaparola (Canale 5, 1999-2002) Letterina
- Una Canzone per Te (Rai 2, 2000) inviata
- Risate doni e panettoni (Happy Channel, 2002)
- Chi ha rubato la cometa (Happy Channel, 2003)
- Melaverde (Rete 4, 2007-2008)
- Benvenuto Benessere (QVC, dal 2018) presenter
- Questione di Stile (QVC, dal 2018) presenter
- QVC After Show (QVC, dal 2020)